# Шрам (персонаж)
Шрам (англ. Scar, настоящее имя Така, англ. Taka) — главный антагонист франшизы «Король Лев». 
Мультфильм был создан Ирен Меччи, Джонатаном Робертсом и Линдой Вулвертон, а анимация была произведена Андреасом Дежей. Шрам представлен в первом фильме как безжалостный, властолюбивый младший брат Муфасы. Первоначально первый, но опережённый сыном Муфасы - Симбой, в очереди на трон, Шрам решает возглавить армию гиен в своём заговоре и занять трон, убив Муфасу и изгнав Симбу.
Частично основанная на образе короля Клавдия, главного антагониста трагедии Уильяма Шекспира «Гамлет», злость Шрама была дополнительно вдохновлена Адольфом Гитлером. Как главный аниматор персонажа, Дежа основывал появление Шрама на появлении оригинального актёра озвучивания Джереми Айронса, а также на роли актера в роли Клауса фон Бюлова в фильме «Изнанка судьбы». Чиветел Эджиофор озвучивает фотореалистическую версию персонажа в CGI-ремейке, а Кельвин Харрисон-младший озвучивает его в фильме «Муфаса: Король Лев».
Как персонаж , Шрам получил широкое признание кинокритиков, которые приветствовали вокальное выступление Айронса с равным энтузиазмом. Однако насилие Шрама, тёмная цветовая палитра и якобы женственные манеры изначально встречались с лёгкими спорами. Тем не менее Шрам продолжает почитаться как один из величайших диснеевских злодеев различными средствами массовой информации, возглавляя список The Huffington Post и входит в десятку лучших аналогичных списков, опубликованных Yahoo! Movies, Orlando Sentinel, E! и CNN. Он также был признан одним из величайших злодеев в истории кино по версии Digital Spy и Entertainment Weekly.
Персонаж имеет реальный прообраз в дикой природе

## Создание

### Концепция и влияние
«Король Лев» был впервые задуман в 1988 году. В конечном итоге фильм был предложен руководителям Disney, один из которых был одним из первых, кто заметил сходство между автором Томасом М. Диша и пьесой Уильяма Шекспира «Гамлет». Хотя сначала ссылаясь на эти сходства как изначально непреднамеренные, режиссёр Роб Минкофф всегда считал, что необходимо «закрепить [фильм] чем-то знакомым». Как режиссёры, Минкофф и Роджер Аллерс стремились создать «картину о животных, основанную на более естественной обстановке», описывая фильм как «больше приключение в реальной жизни, чем мифический эпос». Хотя это не первый фильм Disney, вдохновлённый творчеством Шекспира, «Король Лев» остаётся самым выдающимся примером студии из-за близких параллелей между его персонажами и «Гамлетом», в то время как обе истории вращаются вокруг главных героев, которые изо всех сил пытаются смириться с реальностью, что они должны противостоять своим вероломным дядям и отомстить за смерть своих отцов. Шрам основан на короле Клавдии. По словам Slate, в то время как Клавдий в основном «второпоратный мошенник… поглощённый тревогой и чувством вины», Шрам очень «в восторге от своей чудовищности; оба персонажа мотивированы ревностью. Между тем, The Week заметил, что, хотя оба персонажа в конечном итоге умирают, Клавдий убит главным героем Гамлетом, в то время как Шрам умирает «от рук своих бывших приспешников гиен, а не самого Симбы». Кроме того, персонаж имеет сходство с Яго из пьесы Шекспира «Отелло»; оба антагониста умеют использовать страхи своих жертв.
Оригинальный сюжет «Короля Льва» вращался вокруг соперничества между львами и бабуинами. Шрам должен был быть их лидером. После того, как эта версия была отвергнута, Шрам был переписан в льва-изгоя, не имеющего никакого кровного родства как с Муфасой, так и с Симбой. Сценаристы потом решили, что создание братьев Шрама и Муфасы сделает фильм более интересным. В какой-то момент Шрам владел домашним питоном в качестве помощника, но этот персонаж был убран. Поскольку фильм изначально должен был быть гораздо более ориентированным на взрослых, Шрам должен был влюбиться в подругу детства Симбы и возможную возлюбленную Налу, желая, чтобы молодая львица правила вместе с ним как его королева и, следовательно, изгнание персонажа, когда она отказывается. Эта концепция должна была быть дополнительно изучена во время репризы песни Шрама «Be Prepared», но и идея, и песня в конечном итоге были полностью удалены из фильма, потому что они были признаны слишком «жуткими». В дополнение к этому, была сцена, в которой Шрам изначально собирался победить Симбу и сбросить его со Скалы Предков, прежде чем они оба будут охвачены пламенем. Эта концовка была вырезана из-за того, что она слишком тёмная для молодых зрителей. Чтобы ещё больше подчеркнуть злодейство и тиранию персонажа, писатели взяли за основу Адольфа Гитлера. По данным The Jerusalem Post, в песне «Be Prepared» «присутствуют марширующие гиены в формировании, напоминающем съезды НСДАП». Эта идея была впервые предложена художником по сюжету Йоргеном Клубеном.
По словам режиссёров, «покровительственное качество» было жизненно важно для роли Шрама в фильме. Минкофф сказал Los Angeles Times: «Когда Шрам возлагает чувство вины на Симбу, это интенсивная идея… Вероятно, что-то, что не типично для других картин Disney, с точки зрения того, что делает злодей». Кроме того, Шрам служит отходом от предыдущих диснеевских злодеев, потому что они «вышли, по крайней мере, такими же клоунскими, как и зловещими». Поскольку Шрам является главным антагонистом фильма, курирующий аниматор Андреас Дежа считал, что «злодеи работают очень хорошо, когда они утончённые», объясняя: «видеть, как они думают, планируют и сюжет гораздо интереснее, чем показывать, как они избивают кого-то». Обвиняя в смерти Муфасы невинного Симбу, Шрам в конечном итоге вызывает «цикл вины, бегства, отрицания и искупления, когда герой отправляется в добровольное изгнание, прежде чем, наконец, примириться с памятью своего отца, возвращаясь сразиться со своим злым дядей и в целом достигнув совершеннолетия». Первая фраза персонажа в «Короле Льве» «по сути суммирует весь фильм, предвещая беду». В ней говорится: «Жизнь несправедлива, верно? Вот я, скажем… не могу стать королем. А ты… не сможешь встретить завтра новый день. (смеется) Адиё.», тонко раскрывая сюжет, а также «причину, по которой [Шрам] решает убить своего брата». (В этой фразе даны незначительные правки для ремейка 2019 года: «Жизнь … несправедлива. … Не так ли, дружок? Одним суждено пировать, другим же прозябать во тьме… вымаливая объедки. Как ни странно, … мы с тобой ничем не отличаемся: … оба хотим найти выход.»)

### Озвучивание

#### 1994
Изначально на роль Шрама рассматривались Тим Карри, Малкольм Макдауэлл, Алан Рикман, Патрик Стюарт и Иэн Маккеллен. Тем не менее, роль получил актёр Джереми Айронс из-за его классического театрального обучения; режиссёры намеренно хотели, чтобы Шрам «был шекспировским персонажем». Успешное привлечение Айронса для фильма считалось беспрецедентным достижением для студии, потому что в то время драматический актёр калибра Айронса редко соглашался озвучить анимационного персонажа, особенно сразу после получения премии «Оскар». На самом деле, оскароносный актёр почти отказался, потому что, опасаясь поставить под угрозу свою успешную карьеру, он «хотел перейти от драматической роли к анимационному фильму». До «Короля Льва» Айронс был известен тем, что снялся в роли нескольких злодеев и антагонистов в боевиках, «направленных на взрослых». Хотя он уже снимался в детском фильме, актёр признал, что он не отражает успех «Короля Льва», мультфильма, который с тех пор получил известность благодаря своему актёрскому составу известных, отмеченных наградами голливудских актёров, который историк анимации Джерри Бек назвал в своей книге The Animated Movie Guide как «самый впечатляющий список актёров, когда-либо украшавший мультфильм».
Как режиссёры, Минкофф и Аллерс «очень тесно сотрудничают с актёрами, чтобы создать их спектакль». Описывая Айронса как «джентльмена и блестящего актёра», Аллерс рассказал, что актёр постоянно предлагал «дополнительные интерпретации фраз, которые были фантастическими». Продюсер Дон Хан напомнил, что Айронс «очень хотел поиграть со словами и темпом», в частности, имея в виду сцену, в которой Шрам уговаривает Симбу и обманывает его, чтобы он остался там и ждал прибытия своего отца в одиночку, называя его «отцом и сыном… вещью». По словам Хана, «Комедия в перегибе [Айронса] происходит от того, что Шрам звучит так презрительно, что он едва может вызвать волю, чтобы закончить предложение». Внешность и манеры Айронса послужили вдохновением для аниматора Шрама Андреаса Дежи, а именно для его отвращения по лапе. Критики ссылались на физическое сходство между Айронсом и Шрамом.
Ссылаясь на роль, которая принесла Айронсу премию «Оскар», Клауса фон Бюлоу в фильме «Изнанка судьбы», сценаристы дали Шраму одну из фраз фон Бюлоу «Вы понятия не имеете», которую Айронс произносит аналогичным тоном. По словам автора Рэйчел Стайн из New Perspectives on Environmental Justice: Gender, Sexuality, and Activism, Айронс полагается «на свою историю игры сексуально извращённых, социально опасных мужских персонажей, чтобы оживить свое исполнение Шрама». Напротив, Айронс рассказал Connect Savannah, что сходство между голосами Шрама и фон Бюлоу было в значительной степени непреднамеренным, объяснив: «Какой бы голос ни пришёл, он пришёл, глядя на первоначальные наброски, и из свободы, которую режиссёры дали мне попробовать что-либо». Айронс заключил: «Тот факт, что он иногда может напоминать вам о Клаусе, происходит от того, что они оба имеют один и тот же голосовой ящик».
Во время записи песни Шрама «Be Prepared» Айронс столкнулся с проблемами со своим певческим голосом. Как сообщается, актер «сорвал свой голос», прозвучав строчку «you won’t get a sniff without me», что делает его неспособным завершить музыкальный номер. Следовательно, Disney была вынуждена нанять американского актёра озвучивания Джима Каммингса, который в то время также озвучивал смеющуюся гиену Эда, чтобы выдавать себя за Айронса и записать остальную часть песни. Джим Каммингс сказал The Huffington Post, что «пение» на самом деле является тем, что актёр продолжает делать регулярно, сделав то же самое для американского актера Рассела Минса, озвучившего вождя Поухатана в мультфильме «Покахонтас». Критики заметили, что Айронс «подделывает свой путь… через „Be Prepared” в великой традиции разговорного пения», рисуя сходство между ним и американским актером Джеймсом Кэгни и английским актёром Рексом Харрисоном. Дежа рассказал, что во время записи желудок Айронса ворчал. Дежа пошутил: «В его записи можно было услышать рычащий звук, поэтому нам пришлось записать эту часть его диалога заново». В результате выдающегося британского акцента Айронса критики сравнили как актёра, так и Шрама с Шер-Ханом, злодеем более раннего мультфильма «Книга джунглей», озвученном английским актёром Джорджем Сандерсом.

#### 2019
1 ноября 2017 года Чиветел Эджиофор был официально выбран на роль Шрама в ремейке 2019 года режиссёра Джона Фавро, так как он впечатлил Фавро после просмотра его антагонистической роли барона Мордо в фильме Marvel «Доктор Стрэндж». Эджиофор сказал, что «особенно со Шрамом, будь то вокальное качество, которое обеспечивает определённую уверенность или определённую агрессию, всегда надо знать, что в конце вы играете кого-то, кто способен перевернуть всё с ног на голову за доли секунды с возмутительными актами насилия — это может полностью изменить температуру сцены». Фавро сказал о кастинге Эджиофора: «[Он] просто фантастический актёр, который приносит нам немного среднеатлантической каденции и новый взор на персонажа. Он вызывает это чувство шекспировского злодея из-за его происхождения в качестве актёра. Это замечательно, когда у вас есть кто-то такой же опытный, как Чиветел; он просто вдыхает такую замечательную жизнь в этого персонажа». Когда 30 ноября 2016 года Джереми Айронс дал интервью Larry King Now, он выразил заинтересованность в повторении этой роли.
В августе 2021 года было объявлено, что Кельвин Харрисон-младший озвучит молодого Шрама в предстоящем фильме Барри Дженкинса «Муфаса: Король Лев».

### Дизайн и характеристика
Первоначально студия отвергла «Короля Льва» как риск, потому что в то время считалось, что в величайших фильмах снимались люди. Обеспокоенный новизной фильма, председатель Disney Джеффри Катценберг решил разделить студию на два отдельных мультфильма, «Король Лев» и «Покахонтас», последний из которых был назван «хоум-ран», потому что ожидалось, что он будет более успешным из двух проектов. Более опытные аниматоры Disney тяготели к Покахонтасу, в то время как новые аниматоры студии были отошли к работе над «Королём Львом», называя себя «командой B». Тем не менее, Аллерс положительно воспринял решение Катценберга как возможность для «новых аниматоров… выйти на руководящие должности», среди них Андреас Дежа, который стал аниматором Шрама. Хорошо известный тем, что анимирует нескольких диснеевских злодеев, Дежа резюмировал этот опыт как «более весёлый, чем рисовать героев», потому что «У вас есть с чем работать с точки зрения выражений, актёрского мастерства и рисования, чем с милой принцессой или принцем… где вы должны быть так осторожны с рисовальщиком».
До того, как работать над «Королём Львом», Дежа уже приобрёл репутацию аниматора диснеевских злодеев. До анимации Шрама Дежа совсем недавно работал в качестве аниматора Гастона и Джафара, злодеев из мультфильмов «Красавица и Чудовище» и «Аладдин» соответственно. Первоначально Дежа рассматривал идею анимации героя, а не злодея для разнообразия, рассматривая задачу анимации Симбы. Тем не менее, Дежа смягчился, узнав, что Шрама озвучит Айронс, чувствуя, что было бы «весело» анимировать персонажа, озвученного таким престижным актёром. Между тем, Минкофф и Аллерс уже имели в виду Дежу для анимации Шрама задолго до того, как аниматор обратился к режиссёрам по поводу этой должности. Уровень антропоморфизма, использованный в «Короле Льве», превысил уровень любого диснеевского мультфильма, которому он предшествовал. Поскольку Шрам — животное, а не человек, Дежа и аниматоры испытывали определённые проблемы и ограничения, когда дело дошло до придачи персонажу движения, и, таким образом, экспериментировали с манипулированием мимики Шрама, в частности, тем, как он снисходительно наклоняет голову, поднимает брови и поднимает подбородок. Каждый из животных был нарисован с определёнными человеческими атрибутами и характеристиками, чтобы помочь передать эмоции и рассказать историю. Между тем, студия наняла живых львов для аниматоров, чтобы они учились во время рисования. Как злодей мультфильма, Шрам — единственный лев с выпущенными когтями.
Оуэн Глейберман из Entertainment Weekly описал Шрама как «фигуру как жалости, так и зла, и предательской комедии» с «Айронсом… наполняющим этого коварного труса элегантно остроумной ненавистью к себе». Как аниматор, Дежа считает, что «Если у вас отличный голос для работы, ваша работа наполовину сделана». Наслаждаясь тем, как Айронс «умеет способ говорить и фразировать», Дежа намеренно основывал большую часть внешности Шрама на самом актёре, в частности на форме его рта и мимике. В дизайн Шрама были включены несколько физических атрибутов актёра, и Айронс признался, что распознал свои мешковатые глаза в своём персонаже. Кроме того, для вдохновения Дежа изучал выступления Айронса в фильмах «Изнанка судьбы» и «Ушерб», отказываясь при этом смотреть «Книгу джунглей» во время работы над «Королём Львом», чтобы избежать влияния злодея фильма — тигра Шер-Хана.

### Музыка
Шрам поёт песню «Be Prepared», написанную Элтоном Джоном и Тимом Райсом, размышляя о покушении на Муфасу и приводя с собой гиен. Описанная как «самая тёмная» песня фильма, «помпезная», «фашистская пеан для узурпаторов», музыкальная сцена изображает льва «как большую кошку-фашиста». По данным Business Insider, в дополнение к персонажу, частично основанному на Адольфе Гитлере, чтобы ещё больше подчеркнуть тиранию Шрама, режиссёры очень непосредственно основывали его песню «Be Prepared», которая ссылается на нацизм, когда армия гиен Шрама делает марш печатным шагом, обращаясь к ним с высокого уступа — аналогично тому, как Гитлер сделал бы с балкона — в нацистском пропагандистском фильме «Триумф воли», фильме о нацистской Германии в 1934 году.
По данным Entertainment Weekly, концепция возникла из эскиза художника по сюжету Йоргена Клубена, в котором Шрам был изображен как Гитлер. Хотя он не решался, что тогдашний глава Disney Animation Джеффри Катценберг одобрил это, режиссёры в конечном итоге решили продолжить это, описав сцену как «Нюрнбергский митинг в стиле „Триумфа воли”». St. Louis Post-Dispatch писал, что «эти гиены, ходящие печатным шагом, кажутся немного задним числом», в то время как Film School Rejects придумал это как «адское собрание».

## Основные появления

### «Король Лев»
Шрам — младший брат короля-льва Муфасы и родной дядя его сына Симбы. Мечтой Шрама и его стремлением было занять место своего брата и властвовать над Землями Прайда; он, всю жизнь ждал конца правления Муфасы и надеялся, что его сын умрёт при рождении. Но после появления Симбы на свет, восхождение Шрама на трон стало практически невозможным. Потеряв шанс взойти на трон сразу после ухода Муфасы и ревниво относясь к племяннику Симбе как к наследнику, Шрам задумывает убить последнего с его отцом.
Шрам подстрекает Симбу отправиться на опасную запретную территорию саванны — слоновье кладбище. Симба рассказал об этой территории Нале и вместе с ней отправился туда. Там Симбу ожидали трое гиен — Шензи, Банзай и Эд, которые являлись давними знакомыми Шрама и были с ним в сговоре. Но покушение на жизнь маленького принца терпит неудачу, поскольку ему на помощь приходит Муфаса и разгоняет врагов. Тогда Шрам вербует целую армию гиен, обещая им свободную жизнь и охоту на Землях Прайда, если они помогут ему убить Муфасу и Симбу, после чего королём станет он.
При помощи Шензи, Банзая и Эда Шрам устраивает бегство антилоп гну в ущелье, где в этот момент находился Симба, и зовёт на помощь Муфасу: таким образом, Шрам хотел, чтобы стадо антилоп растоптало и Муфасу, и Симбу. Но в последний момент Муфаса вытащил своего сына из потока бегущих животных, а сам уцепился за скалистый склон. Когда Муфаса, карабкающийся по скале, умолял Шрама помочь ему, тот наклонился над ним и резко вцепился в его лапы когтями. Шрам скинул брата со скалы в поток гну, в котором тот и погиб. После этого Шрам внушил оставшемуся в живых, потрясённому и заплаканному Симбе, что тот виноват в смерти Муфасы, и велел ему бежать с Земель Прайда. Он приказал Шензи, Банзаю и Эду догнать Симбу и убить его. Однако Шрам не знал, что у гиен не получилось схватить наследника, и они решили оставить его в покое, полагая, что тот сам погибнет в пустыне. Шрам, тем временем, вернулся на Скалу Предков и провозгласил себя новым королём, притворяясь, что он скорбит по потере короля и его сына.
При правлении Шрама в королевство пришла засуха, и из-за террора свободно разгуливающих гиен в саванне почти не осталось пищи. Спустя годы Симба, которого Шрам считал погибшим, возвратился и потребовал обратно свой трон. Тогда коварный Шрам раскрыл всем львам «правду» о вине Симбы в смерти отца. При этом Шрам постепенно загонял Симбу на край Скалы Предков. Когда Симба сорвался со Скалы и, еле удерживаясь, висел над пропастью, Шрам решил повторить момент убийства Муфасы, схватив Симбу когтями за лапы. В этот момент Шрам раскрывает Симбе, что именно он убил его отца. Разгневанный Симба прыжком прижал Шрама к земле и заставил его публично признаться в преступлении. В то же время гиены в защиту Шрама ринулись на Симбу, в ответ их атаковали львицы.
В конце сражения Симба зажал Шрама на краю вершины Скалы. Испугавшись, Шрам умолял Симбу не убивать его, скинув всю задумку об убийстве на гиен; он не знал, что Шензи, Банзай и Эд услышали это. Симба сохраняет ему жизнь и приказывает уйти из Земель Прайда. Шрам повернулся спиной и начал было удаляться, но вдруг кинул Симбе в глаза раскалённые угли и бросился на противника. После этого следовала короткая жестокая схватка, но Шрам проиграл и упал с высокого скалистого уступа. Внизу покалеченного Шрама встретили гиены, разгневанные на него, справедливо решив, что Шрам предал их, и со смехом бросились на своего бывшего лидера, после чего убили его.

### «Король Лев 2: Гордость Симбы»
В выпущенном на видео продолжении оригинального мультфильма, названном «Король Лев 2: Гордость Симбы», обнаруживается, что при своём правлении Шрам имел группу лояльно относящихся к нему львиц, которые впоследствии были изгнаны Симбой после смерти его дяди. Их предводительницей была преданная Шраму львица по имени Зира. Зира имела троих детей: львёнка Кову, уже взрослого льва Нуку и дочь Витани. Из них родным сыном Шрама является Нука. Но именно Кову был отмечен Шрамом в качестве своего наследника. В связи с этим Зира растила Кову для того, чтобы тот убил Симбу и стал новым королём. Кову внешне очень похож на Шрама, несмотря на то, что не является его сыном; впоследствии у него появился такой же шрам на левом глазу, поставленный Зирой.
В мультфильме дважды появляется образ Шрама. Первый раз — в кошмарном сне Симбы. Ему приснилось бегство антилоп, в котором погиб его отец, Муфаса. Когда он изо всех сил карабкался по скале, Симба спешил ему на помощь, протягивая лапу. Симба слышит смех позади, оборачивается и видит подкрадывающегося Шрама (в этой сцене его озвучил Джим Каммингс). Он цепляется когтями в его лапу, тем самым помешав ему спасти отца. Муфаса срывается со скалы в стадо антилоп. Симба вновь в гневе оборачивается на своего дядю; в этот момент лицо Шрама проясняется и становится лицом Кову, который со злорадным смехом сбрасывает Симбу вниз, следом за Муфасой. В другом эпизоде фильма Кову видит лицо Шрама в своём отражении в пруду, когда Симба изгоняет его из Земель Прайда. Кову смотрит в пруд, и его отражение внезапно мутнеет и превращается в лицо Шрама. Отрёкшийся от своей клятвы отомстить за Шрама, Кову не выносит этого и в панике убегает. Эта сцена — противопоставление сцене из оригинального мультфильма, где Рафики показывает Симбе его собственное отражение в пруду, которое затем также мутнеет и становится лицом Муфасы.

### «Хранитель Лев»
В анимационном сериале-мидквеле «Короля Льва 2» «Хранитель Лев» проясняется, что некогда Шрам владел Рычанием Предков и был главой Львиной Охраны (англ. Lion Guard). Но однажды он решил использовать Львиную Охрану для захвата власти и свержения Муфасы, но остальные львы из группы отказали ему, и он использовал Рычание Предков, чтобы уничтожить их. Однако, использовав свой собственный дар во имя зла, Шрам навсегда лишился его. Также сын Симбы Кайон, новый вожак Охраны, часто говорит, что никогда не станет таким же жестоким и эгоистичным, каким был Шрам в молодости.
Позже во втором сезоне огненный призрак Шрама был призван коброй Ушари и гиеной Джанджей. Шрам стал лидером почти всех обитателей Чужеземья: гиен, змей, крокодилов, стервятников и ящера Кенге.
В третьем сезоне выясняется, что свой шрам он получил от укуса кобры, когда будучи лидером Львиной Охраны, отправился с загадочным львом к вулкану.

### Мюзикл «Король Лев»
В бродвейском мюзикле «Король Лев», основанном на оригинальном фильме, играет актёр, одетый в африканском стиле с прикреплённой к голове маской льва. Маска может опускаться на его лицо, когда актёр наклоняется вперёд — для придания более «звериного» взгляда. Первоначально в роли Шрама выступал Джон Викери, после его сменил Патрик Пэйдж. Роль Шрама на сцене оказалась более расширенной благодаря новой песне «The Madness of King Scar» (с англ. — «Безумие короля Шрама»). В ней герой начинает сомневаться в правильности своего правления, заметив, что потерял лояльность львиц к себе. Он пытается соблазнить Налу, но получает от неё лишь пощёчину.

### «Kingdom Hearts II»
Помимо появлений в различных видеоиграх, посвящённых «Королю Льву», Шрам присутствует в игре Kingdom Hearts II, выпущенной совместно фирмами Disney и Square Enix. В этой игре Шрама озвучивает Джеймс Хоран; сам Шрам выступает как главный злодей мира «Pride Land», соответствующего месту действия «Короля Льва». Как и в фильме, Шрам убивает Муфасу, чтобы стать королём, и под его правлением в Земли Прайда приходит засуха и вымирание.
До прибытия главных героев игры — (Соры, Дональда Дака и Гуфи), — Пит, будучи в образе льва, предлагает Шраму использовать Бессердечных, чтобы поддержать его правление на Землях Прайда. Сора (находящийся в образе львёнка, в которого он превратился с помощью магического костюма) помогает Симбе вернуться в Земли Прайда, чтобы он мог бросить своему дяде вызов. Момент, где Шрам зажимает Симбу на краю скалы и Симба узнаёт, что именно Шрам убил Муфасу, почти идентичен сцене из фильма; разница лишь в значительно меньшем количестве гиен и присутствии Соры с группой львиц, которые затем спасают Тимона и Пумбу от гиен Шензи, Банзая и Эда. Потом наступает кульминация битвы между Симбой и Шрамом, в которой Шрам был сброшен со скалы.

### «The Lion King: Six New Adventures»
Согласно серии книг «Король Лев: Шесть новых приключений» (англ. The Lion King: Six New Adventures), по-настоящему Шрама звали Така, что на языке суахили значит «грязь» или «мусор», а также «желанный» или «желающий». В «Истории о двух братьях» (англ. A Tale of Two Brothers), одной из книг серии, Така был очень недоволен тем, что наследником трона стал Муфаса, а не он. Он ещё больше расстраивается, когда его отец, король Ахади, не сдерживает обещание пойти с ним на охоту, поскольку был занят проблемами засухи в Землях Прайда. Подавленный Така уходит, чтобы поговорить со своими друзьями-гиенами Шензи, Банзаем и Эдом. Они подают ему идею о том, что если Муфаса прослывёт неудачником, то место наследника отдадут именно Таке, а не ему.
После этого Така хитростью сталкивает Муфасу в водоём на глазах у буйвола по имени Бома в том месте, где вода принадлежала именно ему. Земли Прайда находились в засухе, и любая вода представляла большую цену. Муфаса пытается поговорить с разъярённым Бомой, в то время как Така говорит, что, согласно законам короля, Бома должен либо уйти сам, либо столкнуться в битве с Муфасой. Бома поднимается из воды к Муфасе, которого вовремя спасает мандрил Рафики. Тогда Бома объявляет, что его стадо получит Таку. Муфаса спешит ему на помощь. Самый большой буйвол ударяет Таку рогами, и тот теряет сознание. Муфаса прыгает, чтобы защитить своего брата и сразиться с буйволами. Прежде чем кто-либо предпринимает какой-либо шаг, появляется Ахади с большой группой зверей и прекращает драку. Позже Рафики осматривает Таку и обнаруживает под левым глазом рану, которая, возможно, никогда не заживёт. Така просит, чтобы с этих пор его называли Шрамом: это будет служить ему напоминанием о том, как он глупо позволил гневу победить себя.

### «Хроники Земель Прайда»
В фанатской серии книг «Хроники Земель Прайда», написанной Джоном Буркиттом и Дэвидом Моррисом, первый том — «Наследие Ахади» — целиком посвящён жизни Шрама, от его рождения до его смерти. В этой книге, как и в «Шести новых приключениях», Шрама также звали Такой, но в сюжете имеются расхождения, например, в том же возникновении шрама.
По «Хроникам», в детстве Муфаса и Така часто ссорились, но всё же любили друг друга и прощали любые обиды. Камнем преткновения в их дружбе стало объявление Муфасы как наследника. Така, как и в «Шести новых приключениях», очень огорчился этому, хотя Муфаса чувствовал себя виноватым по отношению к брату. Всячески утешала Таку и его возлюбленная — Сараби (которая в будущем стала супругой Муфасы). Тогда и Муфаса решил взбодрить Таку и кое-что придумал. В легендах Прайда был один рассказ о белой львице, исполняющей желания. Муфаса решил, что обнаруженный им белый медоед тоже обладает таким же даром, и решил прийти к нему вместе с Такой и пожелать, чтобы после смерти оба брата стали Великими Королями Прошлого. Когда Муфаса, Сараби и Така прибыли к норе медоеда, Муфаса стал подшучивать над братом, говоря, что у Таки не хватит смелости забраться туда. Но Така, не желающий опускать авторитет при Сараби, всё же полез в норку. Медоед не выполнил его желание, вместо этого он до крови разодрал левый глаз Таки. Впоследствии рана зажила, но на её месте остался шрам. С тех пор звери привыкли называть Таку «Шрамом».
Сразу после несчастного случая с медоедом шаман Маккеди лечил глаз Таки. В это время его младший брат Рафики неожиданно впал в транс и произнёс в сторону Таки пророчество, где говорилось о том, что первый, кто коснётся его, будет определять его судьбу. После Така постоянно вспоминал это пророчество, и его не покидала мысль, что Муфаса станет причиной его смерти. Хотя Муфаса по-прежнему любил брата, Шрам не мог больше оставаться в прайде, думая, что и родной брат, и все звери утратили любовь к нему. Он просит Сараби уйти вместе с ним, но та не может оставить дом, и Шрам, ревнуя её к Муфасе (который действительно был влюблён в Сараби), уходит один. Шрам находит себе нового друга — гиену Фабану, мать Шензи, Банзая и Эда. Та советует ему забыть предсказание и вернуться в прайд. Но к тому времени, как Шрам вернулся, Сараби утратила к нему чувства, полюбила Муфасу и уже ждала от него первого львёнка. С тех пор Шрам остался жить в Прайде. Иногда он навещал Фабану и её детей. Всё это время Шрам питал ненависть к своему брату, пока однажды не поклялся себе убить его.

### «Король Лев (2019)»
В этом фотореалистичном ремейке роль Шрама озвучил актёр Чиветел Эджиофор. В целом его роль близка к таковой в оригинальном мультфильме, но отдельные обстоятельства как-то изменены или модифицированы. Дизайн персонажа стал напоминать азиатского льва, а шрам стал синего цвета.
Намекается, что свой шрам он получил в драке с Муфасой, с которым они еще с юности соперничали за внимание Сараби. Гиены не сразу объединяются с ним, а после обретения заслуженного им доверия. Во время опустошения земель прайда он также активно участвует в охоте, заодно снова пытаясь завоевать Сараби. При попытке убить взрослого Симбу он сам невольно выдаёт свою вину в смерти Муфасы, проболтавшись, что видел его лицо в момент смерти, на что обратила внимание Сараби (ранее он всем говорил, что прибыл на место смерти брата уже постфактум). Когда гиены на него набрасываются, он поначалу пытается отбиться от них, но численное преимущество оказывается не в его пользу.

## Реакция

### Отзывы
Шрам получил широкое признание от кинокритиков, некоторые из которых назвали его лучшим персонажем, чем Симба. Автор Питер М. Николс написал в своей книге New York Times Essential Library: Children’s Movies: A Critic’s Guide to the Best Films Available on Video and DVD, что Шрам «является самым интересным персонажем в фильме», описывая Симбу и Муфасу «скучными по сравнению с ним». Джанет Маслин из The New York Times назвала Шрама «восхитительно злым» злодеем. Маслин продолжала хвалить озвучку Айронса, написав, что актёр «скользит по сюжету в грандиозном высоком стиле, с зеленоглазой злобой, которая является одним из главных прелестей фильма». Лия Розен из People описала Шрама как «безупречное осознание особого таланта Айронса». Джин Сискель из Chicago Tribune похвалил Шрама как «лучшего персонажа фильма», в шутку описав его как «Клауса фон Бюлова Айронса с мехом». Аналогичным образом, Джошуа Старнс из ComingSoon.net назвал Шрама «лучшей частью фильма». Восхваляя актёрскую игру как Шрама, так и Айронса, Старнс продолжил: «Он так быстро и легко переключается с кэмпа на смертельного, это как витрина того, как сделать чрезмерного злодея правильно». Приходя к выводу, что «Злодеи часто являются самыми запоминающимися персонажами в мультфильме Disney», Роджер Эберт описал Шрама «одним из величайших». Джеймс Берардинелли из ReelViews рассмотрел: «Ушёл шут, который ознаменовал недавнее трио Урсулы, Гастона и Джафара», написав: «Шрам — зловещая фигура, отданная кислотным замечаниям и хитрому злодею». Берардинелли заключил: «Хладнокровная манера, в которой он вызывает смерть своего Муфасы, позволяет нам знать, что это не лев, с которым можно растеряться»».
Симба также находится под влиянием своего восхитительно злого дяди, Шрама (Джереми Айронс). Шрам устраивает тревожную смерть Муфасы на экране таким образом, что он изгоняет Симбу в пустыню и поднимает вопросы о том, действительно ли этот фильм заслуживает рейтинга G… Для взрослых есть мистер Айронс, который был так же чертовски хорошо запечатлен графиками Disney (аниматор Шрама: Андреас Дежа), как Робин Уильямс в «Аладдине». Скучный, злой и королевски саркастический, Шрам мистера Айронса скользит по сюжету в грандиозном высоком стиле, с зеленоглазой злобой, которая является одной из главных прелестей фильма. «О, откровенно говоря, потренироваться бы тебе, а то ты хило рычишь, хм?» он мурлычет Симбе, претендуя на то, чтобы быть наставником своего молодого племянника. Шрам, который также повторяет самую известную фразу мистера Айронса из «Изнанки судьбы», может быть не очень отцом, но он, безусловно, очень весёлый».
— Джанет Маслин, The New York Times

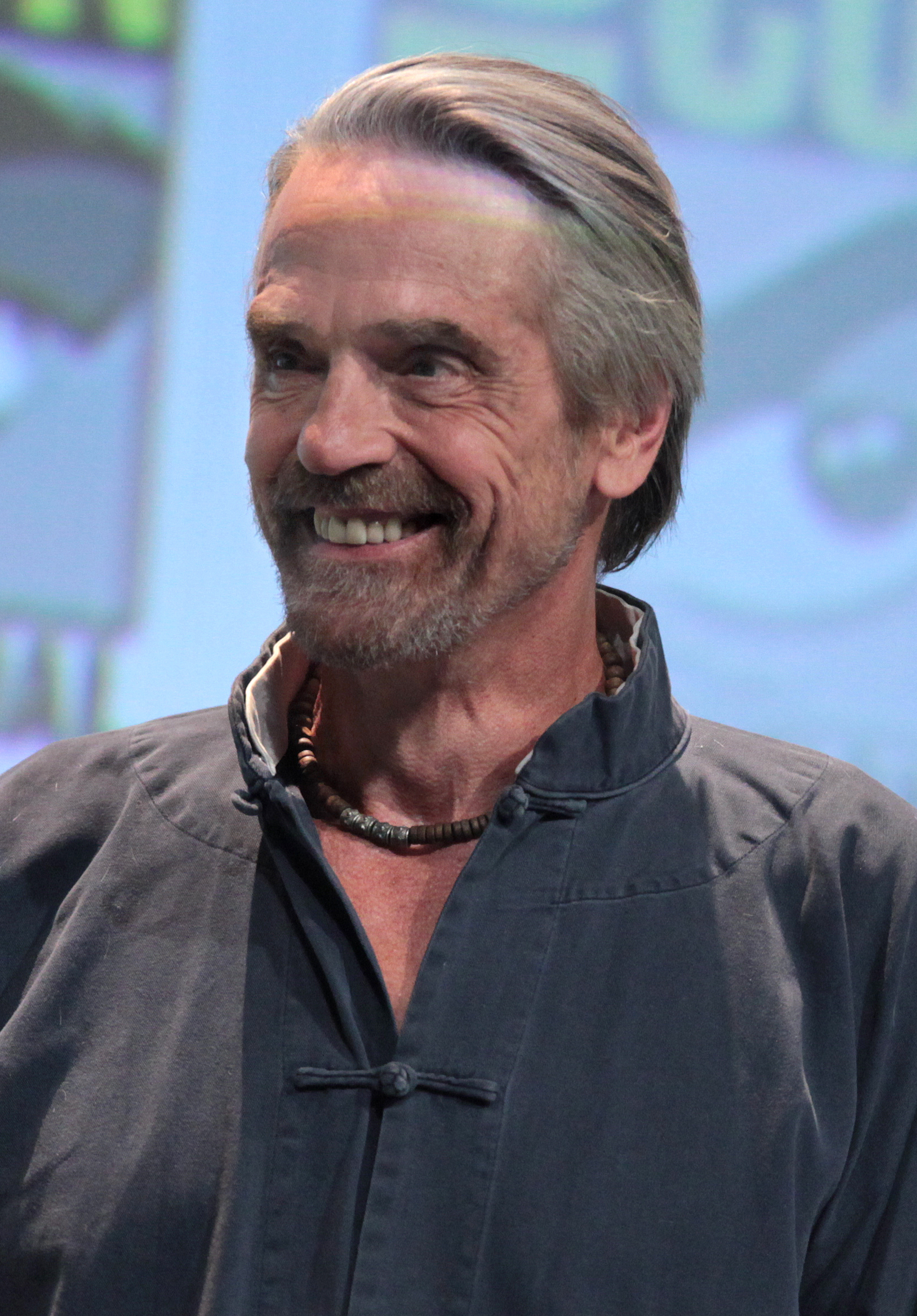
Помимо похвалы персонажа, кинокритики с энтузиазмом приветствовали вокальное выступление Айронса. Примечательно, что Айронс был лишь одним из беспрецедентного актёрского состава фильма.

Как мультфильм, в котором приняли участие несколько известных актёров из списка А, Джереми Айронс в роли Шрама, Мэттью Бродерик в роли Симбы, Джеймс Эрл Джонс в роли Муфасы, Нейтан Лейн в роли Тимона и Вупи Голдберг в роли Шензи, «Король Лев» был признан «одним из самых впечатляющих талантов голоса, когда-либо использованных в анимационном фильме». Критики неоднократно выделяли выступление Айронса, широко восхваляя его: Синди Уайт из IGN назвала выступление Айронса «восхитительно умным», в то время как Энди Патрицио из IGN написал, что Айронс озвучивает Шрама «в идеальном шекспировском режиме злодея». Питер Трэверс из Rolling Stone приветствовал Айронса за «триумфально остроумное вокальное исполнение, которое сравнится с Робином Уильямсом в «Аладдине». Питер Стэк из San Francisco Chronicle похвалил Disney за «пригвоздение к голосовым талантам», в частности к Айронсу. Билл Уэдо из The Philadelphia Daily News описал голос Айронса как «шёлковый», в то время как Грэм Янг из Birmingham Mail назвал игру актёра «великолепной». Том Хатчинсон из Radio Times написал: «Джереми Айронс [выдаётся] как злой дядя Шрам». Аннет Бэйзе из Filmink повторила заявление Хатчинсона, написав, что Шрам «озвучен с восхищением выдающимся Джереми Айронсом». Филипп Френч из The Guardian сказал: «Джереми Айронс великолепен, как умный злой лев Шрам». Дэвид Стерритт из The Christian Science Monitor возвысил актёрскую игру Айронса, назвав её «положительно блестящией». Также похвалив актёрский состав мультфильма как «невероятный», Дессон Хоу из The Washington Post выделил Айронса как «выдающегося». Восхваляя фильм за успешное сочетание «великой оперной мелодрамы и низкокомедийных хай-джинков», Джей Бояр из Orlando Sentinel пришёл к выводу, что «Одна из причин, по которой они так хорошо работают вместе, заключается в том, что даже большинство серьёзных секций содержат подтеку юмора, обеспечиваемый … восхитительным крутым выступлением Джереми Айронса в роли Шрама». Мэтью Декиндер из St. Louis Post-Dispatch чувствовал, что Айронс успешно «обнимает всю драматическую тяжёлую работу».
Даже кинокритикам, которым в целом не нравился мультфильм, как правило, нравилась характеристика Шрама и исполнение Айронса. Терренс Рафферти из The New Yorker написал: «Среди голосов-знаменитостей в саундтреке выделяются два выступления», а именно: «Джереми Айронс, как злодейский лев Шрам», который «выдает себя элегантное, смешного Джорджа Сандерса». (Сам Сандерс озвучил Шер-Хана в «Книге джунглей»). Стивен Хантер из The Baltimore Sun описал голос Айронса как «богатый прогорклой иронией». Итан Альтер из Television Without Pity признался, что наслаждался Шрамом, восхваляя персонажа как «фантастического злодея и самого полностью осознанного из персонажей фильма, как чудесно злому вокальному исполнению Джереми Айронса, так и некоторым умным персонажем, процветающим от имени аниматоров». Дэвид Денби из Нью-Йорка, который в противном случае критиковал фильм, чувствовал, что «Айронс… звучит так, как будто он проводит время лучше, чем когда-либо в кино раньше». В редкой положительной рецензии Энтони Куинн из The Independent чувствовал, что выступление Айронса было слишком развратным: «больше Либераче, чем Джордж Сандерс».
Характеристика Шрама Эджиофора, хотя и постоянно сравнивается с оригиналом, всё ещё хорошо воспринимается. Ренальдо Матадин из CBR Exclusives похвалил воплощение Шрама из ремейка как более пугающее, чем оригинал, за то, что в его действиях больше мотивов вместо простой ревности и как Шрам более активен в руководстве гиенами. Аналогичным образом, выступление Эджиофора в роли Шрама также высоко оценивается. Оуэн Глейберман из Variety похвалил озвучку Эджиофора, прокомментировав, что его Шрам поднимает драматические ставки фильма, повышая ставки на то, что Джереми Айронс сделал в роли Шрама в версии 1994 года. Скотт Мендельсон из Forbes комментирует, что, хотя он предпочитает «Шрама» Джереми Айронса, он всё еще хвалит выступление Эджиофора за то, что он сделал Шрама отличным и нюансом.

### Награды и наследие
По данным IGN, Шрам, Симба и Муфаса стали «домашними именами благодаря огромной популярности [фильма] … Но ещё в 1994 году кто мог предсказать, что эти персонажи войдут в лексикон самых популярных творений Disney?». Шрам считается одним из величайших диснеевских злодеев. Десмонд Райан из The Philadelphia Inquirer оценил Шрама как «самого яркого диснеевского злодея в за последние поколения». В более широком масштабе Шрама часто почитают как одного из величайших анимационных злодеев всех времён. Entertainment Weekly включил персонажа в статью «10 лучших злодеев из анимационных фильмов», объясняя, что «вы можете ожидать чрезмерного только тогда, когда вы сочетаете такого захватывающего, коварного персонажа с соблазнительным голосом Джереми Айронса». Аналогичным образом, Алекс Флетчер из Digital Spy написал о Шраме в своей статье «Кто самый большой диснеевский злодей?», что «Сцена, в которой он позволяет Муфасе… упасть к стаду гну, оставила длительную эмоциональную травму на целое поколение».
Шрам идёт по тонкой грани между гравитатами и лагерем, и большая часть заслуг должна идти на превосходную саркастическую тягу Джереми Айронса. Его главная жалоба заключается просто в том, что жизнь несправедлива и что его статус младшего брата Муфасы лишает его права править Скалой Предков. Любой, у кого есть братья и сёстры, королевские или нет, может общаться на каком-то уровне. И хотя, честно говоря, немного достойно смотреть, как Шрам прокладывает себе путь через «Be Prepared», он доказывает, что является искусным оратором, вдохновляя легионы маршируюших гиен, чтобы сбросить оковы угнетающих львов.
The Huffington Post поставила Шрама на первое место в своём обратном отсчёте «25 классических диснеевских злодеев». Аналогичным образом, BuzzFeed также поставил Шрама на первое место в списке «Определённого рейтинга 20 диснеевских лучших злодеев» веб-сайта, при этом автор Хави Морено обвинил персонажа в удалении «невинности целого поколения». Шрам также возглавил обратный отсчет about.com «10 лучших диснеевских злодеев»; автор Дэвид Нусэр заключил: «В работе Disney мало фигур, которые так же восхитительно предосудительны и мерзки, как Шрам… усиленные славно самодовольным голосом Джереми Айронса». Нусэр также включил Айронса в список «5 лучших выступлений знаменитостей в анимационных фильмах», признав тот факт, что, хотя актёр «играл много злодеев в течение своей карьеры… ни один из них не оказал такого длительного влияния, как Шрам из «Короля Льва». Orlando Sentinel поставил Шрама на шестое место в списке «Величайших диснеевских злодеев всех времён». Аналогичным образом, Babble.com также поставил персонажа на шестое место. Включен в обратный отсчет «12 самых известных диснеевских злодеев от худшего к лучшему», Yahoo! Movies поставил Шрама на второе место, в то время как Moviefone поставил персонажа на шестое место. E! поставил Шрама на пятое место, автор Джон Бун написал, что персонаж «замышляет одну из самых болезненных смертей в истории Disney, так что вы знаете, что он никогда не будет забыт». Animation World Network поставил Шрама на шестое место в списке лучших анимационных злодеев.
CNN считает Шрама одним из «самых страшных персонажей Disney». Поставив персонажа на пятое место, The Stanford Daily писала: «От его привычки садистски играть со своей добычей до своего тупого гиенного ковена, до того, как он ведёт королевство Скалы Предков в период голода и печали, он диктатор дяди». Ричард Кроуз из Metro назвал фразу «Да здравствует король» «самой злой фразой» персонажа. Кроме того, «Be Prepared» часто почитается как одна из величайших песен диснеевских злодеев. Официальные блоги Disney написали, что песней, с её «бэк-вокалистами-гиенами и лучшей ударной перкуссией из всех песен злодеев», Шрам доказывает себя «экспертом по злодейским сюжетам». Помимо Disney и анимации, Шрама часто почитают как одного из величайших злодеев кино всех времён. Digital Spy назвал персонажа, который, по словам автора Саймона Рейнольдса, «подчеркнул чистую черноту своего сердца, безжалостно убив отца Симбы», среди «25 величайших злодеев кино». Аналогичным образом, в 2012 году Entertainment Weekly поставил персонажа на 25-е место в списке «Самые мерзкие злодеи в кино», в то время как Total Film поставил Шрама на 67-е место в 2014 году.
На сегодняшний день Дежа остаётся наиболее известным тем, что анимирует нескольких самых известных диснеевских злодеев, признавая, что предпочитает анимировать злодеев героям. Однако после «Короля Льва» Дежа, наконец, решил отдохнуть от анимации злодеев, чтобы не повторяться, впоследствии отказавшись анимировать злодея Клода Фролло в «Горбуне из Нотр-Дама» в пользу работы над Геркулесом из одноимённого мультфильма, вместе с Микки Маусом в анимационном коротком фильме «Бегущий мозг» (1995). Сравнивая Шрама с другими злодеями, которых он играл, Айронс сказал, что он «очень высоко оценивается», обладает «обаянием», «макиавеллинскими качествами» и «является иконой в некоторых вещах, которые он говорит».

### Критика и споры
Шрам стал первым диснеевским злодеем, который кого-то убил. Как и мультфильм «Бэмби», «Король Лев» — названный на момент выхода «самым тёмным» фильмом студии — был беспрецедентным с точки зрения его серьёзных тем, а именно вины, убийства, предательства, мести и смерти, в частности, убийства одного из героев фильма. Согласно IGN, «исторические концепции морали и смертности в фильме … были новыми для Disney», когда The Washington Post предсказал, что «смерть героического Муфасы будет наиболее широко обсуждаемым аспектом „Короля Льва”, когда люди принимают сторону относительно того, хороши или плохи такие вещи для детей, как они делали после убийства матери Бэмби». Аналогичным образом высказался Variety: «поколение, которое помнит смерть матери Бэмби как травмирующую, должно иметь в виду этот опыт при принятии решения о том, кто идёт на „Короля Льва”». Кинокритики и родители выразили обеспокоенность тем, что жестокие действия Шрама будут пугать и беспокоить молодых зрителей. Ссылаясь на Шрама, убившего Муфасу, The New York Times спросил, действительно ли этот фильм заслуживает рейтинга G. Критики также предупредили о смерти Шрама; Movieline предупредил зрителей, что фильм «показывает мрачное чувство справедливости сказки», например, когда «Шрам был съеден его приспешниками гиенами после предательства».
«Смерть, что-то, что на самом деле не затрагивается в последних трёх анимационных диснеевских сказках, находится на переднем крае «Короля Льва». В сцене, которая может беспокоить молодых зрителей, показана смерть Муфасы. Это леденящий душу момент, который напоминает определённый инцидент в «Бэмби». Фильм также содержит изрядную долю насилия, включая довольно графическую битву между двумя львами. Родители должны тщательно обдумать, прежде чем автоматически брать ребенка, скажем, в возрасте до семи лет, на этот фильм.»
Los Angeles Times предупредила, что «экранная смерть Муфасы и жестокая битва в финале могут побеспокоить маленьких детей», что повторил The Philadelphia Inquirer. Тем не менее, кинокритики также считали, что обращение Disney со Шрамом было временами слишком беззаботным и комедийным, и Deseret News жаловалась: «Кульминационная битва между Симбой и его злым дядей Шрамом … это очень плохой выбор ближе к концу, так как Симба и Шрам сражаются в замедленной съёмке, серьезный момент, который кажется непреднамеренно комичным». По данным The Seattle Times, «Некоторые критики жаловались, что фильм слишком смешной и добродушный, чтобы приспособиться к довольно мрачной истории, которую он рассказывает». Считается «странным сочетанием смертельной серьезности и юмора… Симба сражается со Шрамом до смерти», пока «перемежается с … Пумбой [sic] … делает пародию на Трэвиса Бикла [sic]».
Несмотря на всеобщее признание, Шрам вызвал значительные споры относительно внешности и личности, в частности, его более тёмного меха и предполагаемой сексуальности. Однако, по словам Дэвида Паркинсона, автора The Rough Guide to Film Musicals, широкая общественность, похоже, в значительной степени не обращала внимания на такие опасения. По данным The Washington Post, обозреватель Detroit Free Press чувствовал, что «Шрам явно должен представлять злого афроамериканца, потому что «в то время как грива Симбы великолепно красная, у Шрама, конечно, чёрная». Между тем, манеры и голос Шрама, которые, согласно Марку Эдмундсону, автору книги «Кошмар на главной улице: Ангелы, садомазохизм и культура готики», напоминают «культивированного, уставшего от мира гея», были признаны гомофобными некоторыми комментаторами, потому что, по мнению The Independent, «жесты заклятого врага являются женственными», в то время как, в дополнение к тому, что фильм «полон стереотипов», персонаж «говорит предполагаемыми гей-клише». Сьюзан Макки-Каллис, автор книги «Герой и многолетнее путешествие домой в американском кино», заметила, что Шрам «более женственный [и] менее мускулистый… чем» и Муфаса, и Симба . Кроме того, «Несмотря на то, что [Шрам], как ожидается, будет спариваться с одной из львиц, никто не видел его ни с одной из них». Эти обвинения несовместимы с фактами о настоящих львах: тёмные гривы указывают на более высокий уровень тестостерона, и эксперименты показывают, что самцы львов, соответственно, находят тёмные модели более пугающими, в то время как львицы находят их более привлекательными. Slant Magazine защищал студию, объясняя, что чёрная грива Шрама — просто пример «элементарных попыток аниматоров раскрасить зло для целевой аудитории фильма». Аналогичным образом, автор Эдвард Шиаппа в своей книге Beyond Representational Correctness: Rethinking Criticism of Popular Media написал, что голос Шрама был просто предназначен для того, чтобы передать снобизм высшего класса, проявленный в исполнении Джорджа Сандерса в роли Шер-Хана в „Книге джунглей”».